# Lista botaniștilor după abrevierea de autor (I–J)
Aceasta este o listă incompletă de botaniști după abrevierile lor de autor, care sunt destinate citării denumirilor științifice sau a lucrărilor pe care le-au publicat. Această listă este întocmită după Authors of Plant Names⁠(en)[traduceți] de Brummitt & Powell (1992). Utilizarea acelei liste este recomandată prin Nota 1 Rec. 46A din International Code of Nomenclature for algae, fungi, and plants. Lista este actualizată online la The International Plant Names Index și Index Fungorum.
De notat că în unele cazuri abrevierea de autor constă dintr-un nume de familie complet, iar în alte cazuri numele este abreviat sau/și însoțit de una sau mai multe inițiale. Nu se pun spații între inițiale și nume (sau abrevierea sa).

#### Ordinea intrărilor
Lista de aici este menținută strict în ordinea alfabetică a abrevierilor; astfel "A.B.Jacks." apare la litera "A" și nu la "J", și este situat astfel ca și cum caracterele ar fi fost "ABJACKS". Capitalizarea este ignorată, la fel ca și toate caracterele non-alfabetice ca puncte și spații. Semenele diacritice de asemenea sunt ignorate, astfel încât, de exemplu, "ü" este tratat ca și cum ar fi "u".

#### Navigare
Din cauza lungimii sale, lista este despărțită în mai multe pagini separate. Toate secțiunile alfabetice pot fi accesate din cuprins.

## A–H
| Liste: | A | B | C | D | E F | G | H | I J | K L | M | N O | P | Q R | S | T U V | W X Y Z |

Pentru a găsi intrări ce încep cu A–H, folosiți cuprinsul de mai sus.

## I
| Liste: Sus | A | B | C | D | E F | G | H | I J | K L | M | N O | P | Q R | S | T U V | W X Y Z |

- I.A.Abbott – Isabella Aiona Abbott (1919–2010)
- I.A.Pilát – Ignatz Anton Pilát (1820–1870)
- I.Baker – Irene Baker (1918–1989)
- I.Bjørnstadt (also Nordal) – Inger Nordal (n. 1944)
- I.C.Martind. – Isaac Comly Martindale (1842–1893)
- I.C.Nielsen – Ivan Christian Nielsen (1946–2007)
- I.G.Stone – Ilma Grace Stone (1913–2001)
- I.Hagen – Ingebrigt Severin Hagen (1852–1917)
- I.I.Abramov – Ivan Ivanovich Abramov (1912–1990)
- Iinuma – Yokusai Iinuma (1782–1865)
- I.Keller – Ida Augusta Keller (1866–1932)
- Ik.Takah. – Ikuro Takahashi (1892–1981)
- Iliff – James Iliff (n. 1923)
- Iljin – Modest Mikhaĭlovich Iljin (1889–1967)
- I.Löw – Immanuel Löw (1854–1944)
- Iltis – Hugh Iltis (n. 1925)
- Imbach – Emil J. Imbach (1897–1970)
- I.M.Johnst. – Ivan Murray Johnston (1898–1960)
- I.M.Oliv. – Inge Magdalene Oliver (1947–2003)
- I.M.Turner. – Ian Mark Turner (n. 1963)
- Immelman – Kathleen Leonore Immelman (n. 1955)
- Incarv. – Pierre Nicolas le Chéron (d')Incarville (1706–1757)
- Ingold – Cecil Terence Ingold (1905–2010)
- Ingram – Collingwood Ingram (1880–1981)
- Inoue – Inoue Hiroshi (1932–1989)
- I.Oliv. – Ian Oliver (botanist) (n. 1954)
- I.Pop – Ioan Pop (n. 1922)
- I.Rácz – István Rácz (n. 1952)
- Irwin – James Bruce Irwin (n. 1921)
- Isaac – Frances Margaret Leighton (later Isaac) (1909–2006) (F.M.Leight. is also used)
- I.Sastre – Ines Sastre (n. 1955)
- I.Sinclair – Isabella Sinclair (1842–1900)
- I.Sprague – Isaac Sprague (1811–1895)
- Ito – Keisuke Ito (1803–1901)
- I.Verd. – Inez Clare Verdoorn (1896–1989)
- Iversen – Johannes Iversen (1904–1972)
- Ives – Joseph Christmas Ives (1828–1868)
- I.S.Nelson Ira Schreiber Nelson (1911–1965)
- I.W.Bailey – Irving Widmer Bailey (1884–1967)
- I.W.Hutchison – Isobel Wylie Hutchison (1889–1982)
- I.Williams – Ion James Muirhead Williams (1912–2001)

## J
| Liste: Sus | A | B | C | D | E F | G | H | I J | K L | M | N O | P | Q R | S | T U V | W X Y Z |

- Jack – William Jack (1795–1822)
- Jacks. – George Jackson (1790–1811)
- J.A.Clark – Josephine Adelaide Clark (1856–1929)
- Jacobi  – Georg Albano von Jacobi (1805–1874)
- Jacobs – Maxwell Ralph Jacobs (1905–1979)
- Jacobsen – Hans Jacobsen (1815–1891)
- Jacobsson – Stig Jacobsson (n. 1938)
- Jacq. – Nikolaus Joseph von Jacquin (1727–1817)
- Jacquem. – Venceslas Victor Jacquemont (1801–1832)
- Jacques – Henri Antoine Jacques (1782–1866)
- Jacquinot – Honoré Jacquinot (1814–1887)
- J.Agardh – Jacob Georg Agardh (1813–1901)
- J.A.Guim. – José d'Ascensão Guimarães (1862–1922)
- Jakubz. – Moisej Markovič Jakubziner (n. 1898)
- Jalal – Jeewan Singh Jalal (n. 1979)
- Jalas – Arvo Jaakko Juhani Jalas (1920–1999)
- Jalink – Leonardo Martinus Jalink (n. 1956)
- J.Allam. – Jean-Nicolas-Sébastien Allamand (1713 or 1716–1787 or 1793)
- J.A.Martind. – Joseph Anthony Martindale (1837–1914)
- James – Thomas Potts James (1803–1882)
- Jameson – William Jameson (1796–1873)
- J.A.Muir – John A. Muir (fl. 1973)
- Janch. – Erwin Emil Alfred Janchen (1882–1970)
- Jancz. – Edward Janczewski (1846–1918)
- J.Anderson – James Anderson (fl. 1868)
- J.Andrews – J. Andrews (fl. 1952)
- Janka – Victor von Janka (1837–1900)
- Janisch. – Dmitrij E. Janischewsky (es) (1875–1944)
- Janse – Johannes Albertus Janse (1911–1977)
- J.A.Palmer – Julius Auboineau Palmer (1840–1899)
- J.A.Schmidt – Johan Anton Schmidt (1823–1905)
- Játiva – Carlos D. Játiva (fl. 1963)
- Jaub. – Hippolyte François Jaubert (1798–1874)
- Jáv. – Sándor (Alexander) Jávorka (1883–1961)
- J.Bauhin – Johann Bauhin (1541–1613)
- J.B.Comber – James Boughtwood Comber (1929–2005)
- J.B.Fisch. – Johann Baptist Fischer (1803–1832)
- J.B.Nelson – John B. Nelson (n. 1951)
- J.B.Petersen – Johannes Boye Petersen (1887–1961)
- J.Bradbury – John Bradbury (1768–1823)
- J.Breitenb. – Josef Breitenbach (1927–1998)
- J.B.Rohr – Julius Bernard von Röhr (1686–1742)
- J.B.Sinclair – James Burton Sinclair (n. 1927)
- J.Buchholz – John Theodore Buchholz (1888–1951)
- J.Carey – John Carey (1797–1880)
- J.C.Clausen – Jens Christen (Christian) Clausen (1891–1969)
- J.C.Fisch. – Johann Carl Fischer (1804–1885)
- J.C.Gomes – José Corrêa Gomes, Jr. (1919–1965)
- J.C.Manning – John Charles Manning (n. 1962)
- J.C.Martínez – J. Carlos Martínez Macchiavello (n. 1931)
- J.C.Mikan – Johann Christian Mikan (1769–1844)
- J.C.Nelson – James Carlton Nelson (1867–1944)
- J.Commelijn – Jan Commelin (also known by Jan Commelijn or Johannes Commelinus) (1629–1692)
- J.C.Prag. – Jan C. Prager (n. 1934)
- J.C.Ross – James Clark Ross (1800–1862)
- J.C.Siqueira – Josafá Carlos de Siqueira (n. 1953)
- J.C.Sowerby – James de Carle Sowerby (1787–1871)
- J.C.Vogel – Johannes Vogel (n. 1963)
- J.C.Wendl. – Johann Christoph Wendland (1755–1828)
- J.D.Arm. – James D. Armitage (fl. 2011)
- J.D.Mitch. – John D. Mitchell (fl. 1993)
- J.Dransf. – John Dransfield (n. 1945)
- J.D.Ray – James Davis Ray, Jr. (n. 1918)
- J.Drumm. – James Drummond (1784–1863)
- J.D.Sauer – Jonathan Deininger Sauer (n. 1918)
- J.D.Schultze – Johannes Dominik Schultze (1752–1790)
- J.E.Alexander – James Edward Alexander (1803–1885)
- Jean White – Jean White (1877–1953)
- Jebb – Matthew H. P. Jebb (n. 1958)
- Jefferies – R.L. Jefferies (fl. 1987)
- J.E.Gray – John Edward Gray (1800–1875)
- Jekyll – Gertrude Jekyll (1843–1932)
- J.E.Lange – Jakob Emanuel Lange (1864–1941) (father of Knud Morten Lange)
- J.Ellis – John Ellis (1710–1776)
- J.E.Palmér – Johan Ernst Palmér (1863–1946)
- Jeps. – Willis Linn Jepson (1867–1946)
- J.E.Sowerby – John Edward Sowerby (1825–1870)
- Jess. – Karl Friedrich Wilhelm Jessen (1821–1889)
- Jeuken – M. Jeuken (fl. 1952)
- J.E.Vidal – Jules Eugène Vidal (n. 1914)
- J.E.Wright – Jorge Eduardo Wright (1922–2005)
- J.E.Zetterst. – Johan Emanuel Zetterstedt (1828–1880)
- J.Fabr. – Johan Christian Fabricius (1745–1808)
- J.F.Bailey – John Frederick Bailey (1866–1938)
- J.F.Clark – Judson Freeman Clark (n. 1890)
- J.F.Cowell – John Francis Cowell (1852–1915)
- J.F.Gmel. – Johann Friedrich Gmelin (1748–1804)
- J.Fisch. – Jacob Benjamin Fischer (1730–1793)
- J.-F.Leroy – Jean-François Leroy (1915–1999)
- J.F.Macbr. – James Francis Macbride (1892–1976)
- J.F.Matthews – James F. Matthews (n. 1935)
- J.Forbes – James Forbes (1773–1861)
- J.Gay – Jacques Etienne Gay (1786–1864)
- J.G.Cooper – James Graham Cooper (1830–1902)
- J.Gerard – John Gerard (1545–1612)
- J.Gerlach – Justin Gerlach (n. 1970)
- J.G.Gmel. – Johann Georg Gmelin (1709–1755)
- J.G.Jack - John George Jack (1861-1949)
- J.G.Kühn – Julius Gotthelf Kühn (1825–1910)
- J.G.Nelson – John Gudgeon Nelson (1818–1882)
- J.Gröntved – Julius Gröntved (or Grøntved) (1899–1967)
- J.G.Sm. – Jared Gage Smith (1866–1925)
- J.G.West – Judith Gay West (n. 1949)
- J.H.Adam – Jumaat Haji Adam (n. 1956)
- J.Harriman – John Harriman (1760–1831)
- J.H.Kirkbr. – Joseph Harold Kirkbride (n. 1943)
- J.Hogg – John Hogg (1800–1869)
- J.Houz. – Jean Houzeau de Lehaie (1867–1959)
- J.H.Wallace – John Hume Wallace (n. 1918)
- J.H.Willis – James Hamlyn Willis (1910–1995)
- Jílek – Bohumil Jílek (1905–1972)
- J.Jacobsen – Jens Peter Jacobsen (1847–1885)
- J.J.Amann – Jean Jules Amann (1859–1939)
- J.J.Engel – John Jay Engel (n. 1941)
- J.J.Kickx – Jean Jacques Kickx (1842–1887)
- J.J.Scheuchzer – Johann Jacob Scheuchzer (1672–1733)
- J.J.Sm. – Johannes Jacobus Smith (1867–1947)
- J.Jundz. – Józef Jundzill (1794–1877)
- J.Juss. – Joseph de Jussieu (1704–1779)
- J.J.Verm. – Jaap J. Vermeulen (n. 1955)
- J.K.Bartlett – John Kenneth Bartlett (1945–1986)
- J.Kern – Johannes Hendrikus Kern (1903–1974)
- J.Kickx – Jean Kickx, Sr. (1775–1831)
- J.Kickx f. – Jean Kickx, Jr. (1803–1864)
- J.K.Morton – John Kenneth Morton (1928–2011)
- J.Koenig – Johann Gerhard Koenig (1728–1785)
- J.K.Towns. – John Kirk Townsend (1809–1851)
- J.Lachm. – Johannes Lachmann (1832–1860)
- J.L.Clark – John Littner Clark (n. 1969)
- J.Lee – James Lee (1715–1795)
- J.Léonard – Jean Joseph Gustave Léonard (n. 1920)
- J.L.Gentry – Johnnie Lee Gentry (n. 1939)
- J.Lowe – Josiah Lincoln Lowe (1905–1997)
- J.L.Palmer – Johann Ludwig Palmer (1784–1836)
- J.L.Schultz – Joanna L. Schultz (n. 1963)
- J.MacGill. – John MacGillivray (1822–1867)
- J.Macrae – James Macrae (d. 1830)
- J.Martyn – John Martyn (1699–1768)
- J.M.Bigelow – John Milton Bigelow (1804–1878)
- J.M.Black – John McConnell Black (1855–1951)
- J.M.Clarke – John Mason Clarke (1857–1925)
- J.M.Coult. – John Merle Coulter (1851–1928)
- J.M.C.Rich. – Jean Michel Claude Richard (1787–1868)
- J.M.MacDougal – John Mochrie MacDougal (n. 1954)
- J.M.Muñoz – Jesús M. Muñoz (n. 1955)
- J.M.Schopf – James Morton Schopf (1911–1978)
- J.Muir – John Muir (1838–1914)
- J.Muñoz – Jesús Muñoz (n. 1964)
- J.Murray – John Murray (1841–1914)
- J.M.Waller – James Martin Waller (n. 1938)
- J.M.Webber – John Milton Webber (1897–1984)[5]
- J.M.Wood – John Medley Wood (1827–1915)
- Jn.Dalton – John Dalton (1766–1844)
- Johan-Olsen (also Sopp) – Olav Johan Sopp (1860–1931)
- Johanss. – Karl Johansson (1856–1928)
- John Muir – John Muir (1874–1947)
- John Parkinson – John Parkinson (1567–1650)
- Johnst. – George Johnston (1797–1855)
- Johow – Federico Johow (also as Friedrich Richard Adelbert (or Adelbart) Johow) (1859–1933)
- Jongkind – Carel Christiaan Hugo Jongkind (n. 1954)
- Jonst. – John Jonston (also as Johannes Jonston or Joannes Jonstonus) (1603–1675)
- Jord. – Claude Thomas Alexis Jordan (1814–1897)
- Jos.Kern. – Josef Kerner (1829–1906)
- Jos.Martin – Joseph Martin (fl. 1788–1826)
- J.Ott – Jonathan Ott (n. 1949)
- Jovet – Paul Albert Jovet (1896–1991)
- J.Palmer – Joanne Palmer (n. 1960)
- J.P.Anderson – Jacob Peter Anderson (1874–1953)
- J.Parn. – John Adrian Naicker Parnell (n. 1954)
- J.Pfeiff. – Johan Philip Pfeiffer (1888–1947)
- J.P.Nelson – Jane P. Nelson (fl. 1980)
- J.Poiss. – Jules Poisson (1833–1919)
- J.Prado – Jefferson Prado (n. 1964)
- J.Presl – Jan Svatopluk Presl (1791–1849)
- J.Raynal – Jean Raynal (1933–1979)
- J.R.Clarkson – John Richard Clarkson (n. 1950)
- J.Rémy – Ezechiel Jules Rémy (1826–1893)
- J.R.Forst. – Johann Reinhold Forster (1729–1798)
- J.R.Lee – John Ramsay Lee (1868–1959)
- J.Roth – Johannes Rudolph Roth (1814–1858)
- J.Roux – Jean Roux (1876–1939)
- J.R.Perkins – John Russell Perkins (n. 1868)
- J.Scheff. – Jozef Scheffer (1903–1949)
- J.Scheuchzer – Johannes Gaspar Scheuchzer (1684–1738)
- J.Schiller – Josef Schiller (1877–1960)
- J.Schneid. – Josef Schneider (d. 1885)
- J.Schröt. – Joseph Schröter (1837–1894)
- J.Schultze-Motel – Jürgen Schultze-Motel (n. 1930)
- J.Scott – John Scott (1838–1880)
- J.Scriba – Julius Karl Scriba (1848–1905)
- J.Sinclair – James Sinclair (1913–1968)
- J.Sm. – John Smith (1798–1888)
- J.S.Martin – James Stillman Martin (1914–2000)
- J.Soulié – Jean André Soulié (1858–1905)
- J.S.Pringle – James Scott Pringle (n. 1937)
- J.St.-Hil. – Jean Henri Jaume Saint-Hilaire (1772–1845)
- J.T.Curtis – John Thomas Curtis (1913–1961)
- J.T.Howell – John Thomas Howell (1903–1994)
- J.T.Palmer – James Terence Palmer (n. 1923)
- J.T.Pan – Jin Tang Pan (n. 1935)
- J.T.Pereira – Joan T. Pereira (fl. 1994)
- J.T.Quekett – John Thomas Quekett (1815–1861) (brother of Edwin John Quekett)
- J.T.Wall – J. T. Wall (fl. 1934)
- J.T.Waterh. – John Teast Waterhouse (1924–1983)
- Judd – Walter Stephen Judd (n. 1951)
- Jum. – Henri Lucien Jumelle (1886–1935)
- Jungh. – (Friedrich) Franz Wilhelm Junghuhn (1809–1864)
- Junius – Hadrianus Junius (1511–1575)
- Juss. – Antoine Laurent de Jussieu (1748–1836)
- Juz. – Sergei Vasilievich Juzepczuk (1893–1959)
- J.V.Lamour. – Jean Vincent Félix Lamouroux (1779–1825)
- J.V.Schneid. – Julio Valentin Schneider (n. 1967)
- J.V.Thomps. – John Vaughan Thompson (1779–1847)
- J.Wallis – John Wallis (1714–1793)
- J.W.Benn. – John Whitchurch Bennett (fl. 1842)
- J.W.Cribb – Joan Winifred Cribb (n. 1949)
- J.Wen – Jun Wen (n. 1963)
- J.West – James West (1886–1939)
- J.W.Green – John William Green (n. 1930)
- J.White R.N. – John White (1757–1832)
- J.W.Mast. – John William Masters (1792–1873)
- J.Woods – Joseph Woods Jr. (1776–1864)
- J.W.Powell – John Wesley Powell (1834–1902)
- J.W.Robbins – James Watson Robbins (1801–1879)
- J.W.Weinm. – Johann Wilhelm Weinmann (1683–1741)
- J.W.White – James Walter White (1846–1932)
- J.W.Zetterst. – Johan Wilhelm Zetterstedt (1785–1874)
- J.Zahlbr. – Johann Zahlbruckner⁠(de)[traduceți] (1782–1851)

## K–Z
| Liste: Sus | A | B | C | D | E F | G | H | I J | K L | M | N O | P | Q R | S | T U V | W X Y Z |

Pentru a găsi intrări ce încep cu K–Z, folosiți cuprinsul de mai sus.